# Morés (kommunhuvudort)
Morés är en kommunhuvudort i Spanien.   Den ligger i provinsen Provincia de Zaragoza och regionen Aragonien, i den nordöstra delen av landet, 210 km nordost om huvudstaden Madrid. Morés ligger 448 meter över havet och antalet invånare är 413.
Terrängen runt Morés är huvudsakligen kuperad. Morés ligger nere i en dal. Runt Morés är det ganska glesbefolkat, med 43 invånare per kvadratkilometer. Närmaste större samhälle är Calatayud, 14,8 km söder om Morés. Omgivningarna runt Morés är i huvudsak ett öppet busklandskap.